# Tao Geoghegan Hart
Tao Geoghegan Hart (IPA-szimbólumokkal: /ˈteɪoʊ ˌɡeɪɡən ˈhɑːrt/) (Holloway, 1995. március 30. –) brit országútikerékpár-versenyző, a 2020-as Giro d’Italia kerékpáros körverseny győztese.
Hart Londonban nőtt föl. Tizenhárom éves korában egy váltócsapat tagjaként átúszta a La Manche-csatornát. Kamaszként kezdett versenyszerűen kerékpározni. 2015-ben helyet kapott a Team Sky (ma Ineos) csapatában, és ma is ott versenyez.

## Élete
Geoghegan Hart a londoni Hollowayben született. Négy testvére van, ő a legidősebb gyermeke szüleinek. Tinédzser korában a kerékpározásmellett versenyszerűen úszott is. 2008. július 28-án a Clissold Swimming Club tagjaként átúszta a La Manche-csatornát. A hatfős csapat 11 óra 34 perc alatt teljesítette a távot. Élettársa  Carlotte Wubben-Moy, aki labdarúgó az Arsenal női csapatában.

## Sportpályafutása
2010-ben kezdett versenyszerűen kerékpározni a kelet-londoni székhelyű Cycling Club Hackney csapat színeiben. 2013-ban harmadik lett a Paris–Roubaix Juniors elnevezésű versenyen.
2014-ben Axel Merckx csapatában, a Hagens Berman Axeonban versenyzett. Harmadik helyen végzett Liège – Bastogne – Liège útvonalon megrendezett verseny U23-askorosztályának viadalán, és májusban részt vett első UCI 2-es versenyén is. Szeptemberben szerepelt a Tour of Britain brit körversenyen, ahol váltótársaival összesítésben a 15. helyen zártak.
2015-ben ismét a harmadik helyen végzett a Liège – Bastogne – Liège útvonalon megrendezett versenyen, ugyancsak az U23-asok közt indulva, összesítésben nyolcadik lett a mexikói Tour of the Gilán, és hetedik a USA Pro Cycling Challenge elnevezésű viadalon.
2016-tól jórészt már csak felnőtt versenyeken indult, az év szeptemberében pedig az is hivatalossá vált, hogy a következő idénytől a Team Sky együttes színeiben teker. 2018 augusztusában nevezték a Vueltára, 2019 májusában pedig indult a Giro d'Italián.
2020. október 18-án a 2020-as Giro d’Italia 15. etapján aratta első szakaszsikerét valamelyik nagy háromhetes körversenyen (Grand Tour). A Giro során még egy szakaszsikert aratott, összesítésben azonban ő végzett az olasz körverseny összetettjének élén, 39 másodperccel megelőzve az ausztrál Jai Hindleyt.